# Miller Oil Field
Miller Oil Field är ett oljefält i Storbritannien. Det ligger i den nordöstra delen av landet, 800 km norr om huvudstaden London.
Terrängen runt Miller Oil Field är varierad.  Det finns inga samhällen i närheten. 